# Шарль Берлінґ
Шарль Берлінґ (фр. Charles Berling; нар. 30 квітня 1958, Сен-Манде, Франція) — французький актор театру, кіно і телебачення; театральний режисер і сценарист.

## Біографія
Шарль Берлінґ народився 30 квітня 1958 року у Сен-Манде (департамент Валь-де-Марн у Франції) в багатодітній сім'ї військово-морського лікаря-анестезіолога і викладачки англійського. Був четвертим з шістьох дітей. У 15-річному віці разом з братом Шарль почав виступати у складі любительського театру театрального ліцею, де навчався. Ставши бакалавром, Шарль намагається відразу ж потрапити до основної трупи Національного театру Страсбурга, але не потрапляє до неї й поступає на навчання у Брюссельський Інститут театру.

## Кар'єра
У 1982 Шарль Берлінґ дебютував одночасно як театральний і кіноактор. До свого дебюту в кіно у фільмі «Убивства у будинку» (Salt on Our Skin, 1982 р.) Берлінґ прославився завдяки ролям на театральній сцені, пропрацювавши багато років у театрах Парижа, Страсбурга, Нантерра та Тулона.
У першій половині 1990-х Берлінґ знявся у «Невеликих справах з мерцями» Паскаля Феррана, у одного з найвідоміших французьких режисерів Клода Соте у фільмі «Неллі та пан Арно» та ще кількох маловідомих за межами Франції стрічках.
У 1994 році Берлінґ знявся у фільмі Паскаля Феррана «Дрібні угоди з мерцями», за роль у якому вперше був номінований на кінопремію «Сезар» як наперспективніший актор.
У 1996 році Шарль Берлінґ представляв на Каннському кінофестивалі стрічку Патріса Леконта «Насмішка», де виконав одну з головних ролей — дворянина, що пізнає тонке й небезпечне мистецтво інтриги при Версальському дворі XVIII століття. За цю роль Берлінґ у 1997 році отримав Премію «Люм'єр» та був номінований на «Сезара» як найкращий актор. Надалі актора було ще тричі номіновано на «Сезара» у цій категорії, але перемоги він так і не отримав.
У 1999 році Берлінґ знявся одразу у п'яти фільмах, серед яких режисерська робота Жерара Депардьє «Міст між двох берегів», «Син двох матерів» c Ізабель Юппер та «Зіркова ховороба» Дені Аркана (партнерами Берлінґа по фільму виступили голлівудські зірки Ден Екройд та Френк Лангелла).
У 2002 році Шарль Берлінґ зіграв у фільмі Олів'є Ассаяса «Сентиментальні долі», який був удостоєний призів французької і швейцарської кіноакадемій, а також увійшов до офіційної конкурсної програми Каннського кінофестивалю.

## Особисте життя
Шарль Берлінґ є батьком актора Еміля Берлінґа.
У 2011 році Берлінґ публічно розповів про свої гомосексуальні переживання, додавши, що не вважає себе ані геєм чи гетеросексуалом, ані бісексуалом.

## Фільмографія (вибіркова)
За час своєї акторської кар'єри Шарль Берлінґ зіграв ролі у понад 80-ти кіно- та телевізійних фільмах і серіалах.
| Рік  | Українська назва                     | Оригінальна назва                    | Роль                                 |
| ---- | ------------------------------------ | ------------------------------------ | ------------------------------------ |
| 1982 | Убивства у будинку                   | Meurtres à domicile                  | інспектор Фокар                      |
| 1992 | Сіль на нашій шкірі                  | Salt on Our Skin                     | Роже                                 |
| 1994 | Дрібні угоди з мерцями               | Petits arrangements avec les morts   | Франсуа                              |
| 1995 | Неллі та пан Арно                    | Nelly & Monsieur Arnaud              | Жером                                |
| 1996 | Насмішка                             | Ridicule                             | маркіз Грегуар Понселудон де Малавуа |
| 1997 | Одержимість                          | Obsession                            | П'єр Молен                           |
| 1997 | Сухе прибирання                      | Nettoyage à sec                      | Жан-Марі Канстлер                    |
| 1998 | Ті, хто мене любить, поїдуть потягом | Ceux qui m'aiment prendront le train | Жан-Марі                             |
| 1998 | Бажання                              | L'Ennui                              | Мартен                               |
| 1999 | Міст між двох берегів                | Un pont entre deux rives             | Матіас                               |
| 2000 | Зіркова хвороба                      | Stardom                              | Філіп Гаскон                         |
| 2000 | Справа смаку                         | Une affaire de goût                  | Рене Руссе                           |
| 2000 | Сентиментальні долі                  | Les destinées sentimentales          | Жан Барнері                          |
| 2000 | Місце злочину                        | Scènes de crimes                     | Фабіан                               |
| 2001 | 15 серпня                            | 15 août                              | Венсан                               |
| 2001 | Сильні душі                          | Les âmes fortes                      | Ревельяр                             |
| 2001 | Як я убив свого батька               | Comment j'ai tué mon père            | Жан-Люк                              |
| 2002 | Демон-коханець                       | Demonlover                           | Ерве де Мілліне                      |
| 2003 | Я залишаюся!                         | Je Reste!                            | Антуан                               |
| 2004 | Таємні агенти                        | Agents secrets                       | Ежен                                 |
| 2005 | Будинок Ніни                         | La Maison de Nina                    | Моріс Гутман                         |
| 2005 | Даліда                               | Dalida                               | Люсьєн Морісс                        |
| 2005 | Марш пінгвінів                       | La Marche de l'empereur              | оповідач                             |
| 2012 | Ім'я                                 | Le Prénom                            | П'єр                                 |
| 2013 | Прикинься моїм хлопцем               | 20 ans d'écart                       | Люк Апфель                           |
| 2014 | Справедливість або хаос              | L'enquête                            | суддя Рено Ван Райнбек               |
| 2016 | Вона                                 | Elle                                 | Рішар                                |
| 2017 | Марвін, або Чудове виховання         | Marvin ou la Belle Éducation         | Ролан                                |
| 2018 | Чорна смуга                          | Fleuve noir                          | Марк                                 |

## Визнання
У січні 2014 року Шарль Берлінґ нагороджений французьким Орденом Мистецтв та літератури (Командор).
| Рік               | Категорія                | Фільм                                | Результат |
| ----------------- | ------------------------ | ------------------------------------ | --------- |
| Премія «Люм'єр»   |                          |                                      |           |
| 1997              | Найкращий актор          | Насмішка                             | Перемога  |
| Премія Сезар      |                          |                                      |           |
| 1995              | Найперспективніший актор | Дрібні угоди з мерцями               | Номінація |
| 1997              | Найкращий актор          | Насмішка                             | Номінація |
| 1998              | Найкращий актор          | Сухе прибирання                      | Номінація |
| 1999              | Найкращий актор          | Бажання                              | Номінація |
| 2001              | Найкращий актор          | Сентиментальні долі                  | Номінація |
| Золота зірка кіно |                          |                                      |           |
| 1999              | Найкращий актор          | Ті, хто мене любить, поїдуть потягом | Перемога  |